# シデムシ
シデムシは、コウチュウ目・ハネカクシ上科・シデムシ科（Silphidae）に属する昆虫の総称。

## 特徴
シデムシは、動物の死体に集まり、それを餌とすることで有名な甲虫である。名前の由来は、死体があると出てくるため、「死出虫」と名づけられたことによる。また、死体を土に埋め込む習性をもつものもいるため、漢字では「埋葬虫」と表記することもある。
体長は3mm-3cm。頭部には大顎がよく発達する。触角は先端がふくらんでいる。体は平たく、黒っぽいものが多い。
体型は、モンシデムシ類は前胸は丸っこく、中胸～腹部は後方に向かって幅が広がる台形、上翅の後端から腹部末端が覗く。多くは光沢があり、黒っぽい上翅に黄色の斑紋をもつものもある。ヒラタシデムシ類は全体が小判型で、黒い艶消しの体をしており、やはり上翅の後ろから腹部末端が覗く。

## 習性
そのほとんどがその名の通り死肉食、あるいは死体で繁殖するハエの幼虫を捕食するなど動物の死体に依存した生活を送る。中には動物の糞で繁殖するハエの幼虫をもっぱら捕食しているものもある。また、死体だけではなく、腐敗したキノコやその他の腐敗物に集まっているのも見ることがある。
幼虫も同様のものを食物とする。ヒラタシデムシ類のように幼虫も単独自由生活で餌を漁るものもあるが、成虫が幼虫を保護する習性が発達しているものもある。
特にモンシデムシ属 Nicrophorus のシデムシは、家族での生活、すなわち亜社会性の昆虫である。雌雄のつがいで小鳥やネズミなどの小型の脊椎動物の死体を地中に埋めて肉団子に加工し、これを餌に幼虫を保育する。親が子に口移しで餌を与える行動も知られており、ここまで幼虫の世話をする例は、甲虫では他にクロツヤムシとチビクワガタくらいである。
なお、この死体を土の中に埋め込む行動については昆虫学者ファーブルの興味を引き、昆虫記の中で様々な実験を行なってその習性を検討している。

## 種類
日本産で著名なものをいくつかあげる。
- クロシデムシ Nicrophorus concolor Kraatz, 1877

モンシデムシ属では最大種でヘビの死体すら幼虫保育用の肉団子に加工してしまう。
- オオヒラタシデムシ Eusilpha japonica (Motshulsky, 1860)

人里の山林で最も普通に見られ、よくミミズの死体などを摂食している姿を見かける。
- オオモモブトシデムシ Necrodes asiaticus Portevin, 1922

汲み取り便所でハエの幼虫を捕食することがよく知られている。